# 金妹
金妹，女，中国传媒大学教授、博士生导师，中国美术家协会会员。于2004年毕业于俄罗斯国立工艺美术大学大型绘画系，获博士学位。
她于2005年选派赴巴黎研修，2007年出站于清华大学美术学院博士后工作站，后任清华大学博士后校友会艺术专委会副会长等职。她曾主持国家社科基金、国家艺术基金、文化部文化艺术研究等国家及部委科研项目。其创作作品曾在中国美术馆、中国国家博物馆、俄罗斯中央美术馆等机构展出。